# Inga-Stina Robson
Inga-Stina Robson, baronne Robson de Kiddington (née Arvidsson ; 20 août 1919 - 9 février 1999), souvent connue sous le nom de Stina Robson, est une militante politique anglo - suédoise.

## Biographie
Née dans une famille aisée à Stockholm sous le nom d'Inga-Stina Arvidsson, elle fréquente l'école de filles Ölinska avant de devenir secrétaire du ministère suédois des Affaires étrangères à Londres, où elle rencontre Lawrence Robson, comptable, et l'épouse en 1940. Pendant la Seconde Guerre mondiale, elle travaille comme traductrice pour le ministère britannique de l'Information.
Elle s'installe à Kiddington Hall près de Woodstock, Oxfordshire, et travaille sur la candidature infructueuse de son mari pour le Parti libéral à Banbury aux élections générales de 1950. Leur maison est utilisée comme centre de conférence et est appréciée pour les événements du Parti libéral. À l'approche des élections générales de 1955, Lawrence est le candidat potentiel des libéraux à Eye, mais il est nommé à une commission gouvernementale et se retire, laissant Inga-Stina se présenter pour le siège, mais elle échoue. Plus tard la même année, elle devient magistrate.
Robson se présente à nouveau à Eye aux élections générales de 1959, puis à Gloucester en 1964 et 1966. Bien qu'elle n'ait jamais été proche de l'élection à Westminster, elle est élue au conseil du district rural de Chipping Norton.
En 1968, Robson devient présidente de la Fédération libérale des femmes et démissionne en 1970 lorsqu'elle est élue présidente du Parti libéral. En tant que présidente, elle s'oppose au radicalisme et, en particulier, aux politiques préconisées par la Ligue nationale des jeunes libéraux. Elle est créée baronne Robson de Kiddington, de Kiddington dans le comté d'Oxfordshire le 14 mai 1974, devenant porte-parole des libéraux sur l'agriculture et l'environnement à la Chambre des lords. En 1982, elle succède à son mari en tant que présidente du National Liberal Club et également présidente de la société anglo-suédoise. Elle rejoint les libéraux démocrates, successeurs du Parti libéral, et en 1988, elle préside un groupe d'enquête sur la fraude dans l'Union européenne. Elle quitte ses fonctions de magistrat en 1989, date à laquelle elle est la plus ancienne magistrate du pays. En 1993, elle est la porte-parole du parti sur la santé.
Lady Robson est présidente de l'association caritative Attend (alors National Association of Leagues of Hospital Friends) de 1986 à 1994. Lorsqu'elle prend sa retraite en 1994, elle devient vice-présidente; un poste qu'elle occupe de 1995 à 1998.